# Gerberga Burgundska
Gerberga Burgundska (965. – 1016.) bila je francuska princeza rođena u Arlesu.
Njezini su roditelji bili kralj Konrad Miroljubivi i princeza Matilda Francuska. 
Bila je unuka Luja IV., kralja Francuske i kraljice Gerberge od Saske, po kojoj je nazvana.
Imala je sestru Bertu i polusestru Gizelu.
Udala se za Hermana II. Švapskog. Njihova je kći bila carica Gizela Švapska, a sin Herman III. Švapski.